# Pleikard Sindringer
Pleikard Sindringer, auch: Blichardus Syndringer; (* um 1490 in Schwäbisch Hall; † 6. März 1551 in Jena) war ein deutscher Rechtswissenschaftler.

## Leben
Sindringer war der Letzte eines schwäbischen Rittergeschlechts. Er studierte zunächst an der Universität Heidelberg und wechselte 1519 an die Universität Wittenberg. 1536 wurde er außerordentlicher Professor an der juristischen Fakultät, war im Folgejahr Doktor der Rechtswissenschaften und Rektor der Wittenberger Hochschule. 1541 besuchte Sindringer als Mitglied der kursächsischen Gesandtschaft den Reichstag zu Regensburg und wurde 1543 vollständig vom Kurfürsten Johann Friedrich I. von Sachsen in Staatsgeschäften verwendet, womit er auch aus dem Lehrkörper der Wittenberger Hochschule ausschied.
Gemeinsam mit dem Kurfürsten geriet er 1547 bei der Schlacht bei Mühlberg in Gefangenschaft und ging zunächst nach Weimar und von dort nach Jena, wo er als erster Rechtsgelehrter der neu gegründeten Hohen Schule auftritt.
Sindringer war mit einer Nichte des Wittenberger Buchdruckers Melchior Lotter des Jüngeren verheiratet. Er hatte mindestens eine Tochter Catharina, die mit dem Magdeburger Physicus Sebastian Röder (* 1525; † 18. Januar 1569) verheiratet war. Das Paar hette einen Sohn, der ebenfalls Sebastian Röder hieß und Präfekt der Abtei von Quedlinburg wurde.